# Legend Land
Legend Land – EPka norweskiego zespołu gothicmetalowego Leaves' Eyes.

## Lista utworów
1. Legend Land
2. Skraelings
3. Viking's World
4. The Crossing
5. Lyset
6. Legend Land (wersja rozszerzona)